# Хорольська вулиця (Київ)
Хоро́льська ву́лиця — вулиця в Дніпровському районі міста Києва, місцевість Стара Дарниця. Пролягає від Сиваської вулиці до тупика. 
Прилучаються вулиці Дністерська, Княгині Інгігерди, Сосницька, провулки Устима Кармелюка та Князя Ярополка Святославича.

## Історія
Виникла в середині XX століття під назвою 632-а Нова вулиця. Сучасна назва — з 1953 року. Забудова вулиці відноситься переважно до кінця 1980-х років (багатоповерхівки серій ЕС та 134).

## Установи та заклади
- Загальноосвітня школа № 42 (буд. № 19)